# 哈卡斯共和國國旗
哈卡斯共和國國旗是俄羅斯聯邦哈卡斯共和國的國旗，左側為綠色，右側部分則是三色旗，自上而下是藍、白、紅三色條紋。長寬比是1:2，於2003年9月25日啟用。